# Tênis na Universíada de Verão de 2025
O tênis na Universíada de Verão de 2025 foi disputado no Essen Tennis Club, em Essen, na Alemanha, entre 17 e 26 de julho de 2025.

## Calendário
| Tênis | Julho | Julho | Julho | Julho | Julho | Julho | Julho | Julho | Julho | Julho | Julho | Julho | Eventos |
| Tênis | 16    | 17    | 18    | 19    | 20    | 21    | 22    | 23    | 24    | 25    | 26    | 27    | Eventos |
| ----- | ----- | ----- | ----- | ----- | ----- | ----- | ----- | ----- | ----- | ----- | ----- | ----- | ------- |
|       |       |       |       |       |       |       |       |       |       | 3     | 2     |       | 5       |

|  | Dia de competição |  | Dia de final |

## Medalhistas

### Masculino
| Evento  | Ouro                                                       | Prata                                | Bronze                                             |
| ------- | ---------------------------------------------------------- | ------------------------------------ | -------------------------------------------------- |
| Simples | JPN Jay Dylan Hara Friend                                  | GBR Toby Alexander George Samuel     | GER Alessio Vasquez                                |
| Simples | JPN Jay Dylan Hara Friend                                  | GBR Toby Alexander George Samuel     | GBR James Matthew Connel                           |
| Dupla   | AIN Atletas Individuais Neutros Egor Agafonov Ilia Simakin | TUR Turquia Mert Alkaya Tuncay Duran | ITA Itália Fabio de Michele Mariano Tammaro        |
| Dupla   | AIN Atletas Individuais Neutros Egor Agafonov Ilia Simakin | TUR Turquia Mert Alkaya Tuncay Duran | SWE Suécia John William Ante Gabelic Nikola Slavic |
| Equipe  | JPN Japão                                                  | GBR Grã-Bretanha                     | TUR Turquia                                        |

### Feminino
| Evento  | Ouro                                      | Prata                                  | Bronze                                                               |
| ------- | ----------------------------------------- | -------------------------------------- | -------------------------------------------------------------------- |
| Simples | SVK Eszter Méri                           | AIN Alevtina Ibragimova                | BEL Jana Otzipka                                                     |
| Simples | SVK Eszter Méri                           | AIN Alevtina Ibragimova                | IND Vaishnavi Adkar                                                  |
| Dupla   | JPN Japão Oby Ange Kajuru Kanon Yamaguchi | TPE Taipé Chinês Li Yu-Yun Lin Fang-An | AIN Atletas Individuais Neutros Alevtina Ibragimova Kseniia Zaitseva |
| Dupla   | JPN Japão Oby Ange Kajuru Kanon Yamaguchi | TPE Taipé Chinês Li Yu-Yun Lin Fang-An | CHN China Li Zongyu Yao Xinxin                                       |
| Equipe  | JPN Japão                                 | SVK Eslováquia                         | KEN Quênia                                                           |

### Misto
| Evento | Ouro                                              | Prata                               | Bronze                                   |
| ------ | ------------------------------------------------- | ----------------------------------- | ---------------------------------------- |
| Dupla  | JPN Japão Natsuki Yoshimoto Jay Dylan Hara Friend | KEN Quênia Angella Okutoy Kael Shah | CZE Chéquia Karolina Kubanova Jan Jermar |
| Dupla  | JPN Japão Natsuki Yoshimoto Jay Dylan Hara Friend | KEN Quênia Angella Okutoy Kael Shah | POR Portugal Maria Garcia Pedro Araújo   |

## Quadro de Medalhas
| Atualizado em 22h 23min de 31 de julho de 2025 (UTC) | v d e |

| Ordem | País                            | Medalha de ouro | Medalha de prata | Medalha de bronze |   |
| ----- | ------------------------------- | --------------- | ---------------- | ----------------- | - |
| 1     | JPN Japão                       | 5               |                  |                   | 5 |
| 2     | AIN Atletas Individuais Neutros | 1               | 1                | 1                 | 3 |
| 3     | SVK Eslováquia                  | 1               | 1                |                   | 2 |
| 4     | GBR Grã-Bretanha                |                 | 2                | 1                 | 3 |
| 5     | KEN Quênia                      |                 | 1                | 1                 | 2 |
| 5     | TUR Turquia                     |                 | 1                | 1                 | 2 |
| 7     | TPE Taipé Chinês                |                 | 1                |                   | 1 |
| 8     | BEL Bélgica                     |                 |                  | 1                 | 1 |
| 8     | CHN China                       |                 |                  | 1                 | 1 |
| 8     | CZE Chéquia                     |                 |                  | 1                 | 1 |
| 8     | GER Alemanha                    |                 |                  | 1                 | 1 |
| 8     | IND Índia                       |                 |                  | 1                 | 1 |
| 8     | ITA Itália                      |                 |                  | 1                 | 1 |
| 8     | POR Portugal                    |                 |                  | 1                 | 1 |
| 8     | SWE Suécia                      |                 |                  | 1                 | 1 |